# Prácheň - Zicht
Prácheň - Zicht este o arie protejată (arie specială de conservare — SAC, sit de importanță comunitară — SCI) din Republica Cehă întinsă pe o suprafață de 2,08 ha, integral pe uscat.

## Localizare
Centrul sitului Prácheň - Zicht este situat la coordonatele 50°46′17″N 14°29′39″E / 50.771389°N 14.494167°E.

## Înființare
Situl Prácheň - Zicht a fost declarat sit de importanță comunitară în aprilie 2005 pentru a proteja 1 specie de animale. Situl a fost protejat și ca arie specială de conservare în iulie 2012.

## Biodiversitate
Situată în ecoregiunea continentală, aria protejată nu include niciun habitat protejat.
La baza desemnării sitului se află o specie protejată de  amfibieni: triton cu creastă (Triturus cristatus).